# Championnats d'Europe de patinage de vitesse sur piste courte 2016
Navigation
Édition précédente Édition suivante
Les Championnats d'Europe de patinage de vitesse sur piste courte 2016 se déroulent à Sotchi (Russie), du 22 au 24 janvier 2016.

## Podiums

### Hommes
| Épreuves            | Or                                                                                    | Argent                                                                      | Bronze                                                                        |
| ------------------- | ------------------------------------------------------------------------------------- | --------------------------------------------------------------------------- | ----------------------------------------------------------------------------- |
| 500 mètres          | Sjinkie Knegt (NED)                                                                   | Semen Elistratov (RUS)                                                      | Dmitry Migunov (RUS)                                                          |
| 1 000 mètres        | Semen Elistratov (RUS)                                                                | Sándor Liu Shaolin (HUN)                                                    | Dmitry Migunov (RUS)                                                          |
| 1 500 mètres        | Semen Elistratov (RUS)                                                                | Sándor Liu Shaolin (HUN)                                                    | Freek van der Wart (NED)                                                      |
| Relais 5 000 mètres | Pays-Bas Daan Breeuwsma Sjinkie Knegt Freek van der Wart Dennis Visser Adwin Snellink | Hongrie Csaba Burján Viktor Knoch Shaoang Liu Shaolin Sándor Liu Bence Oláh | Grande-Bretagne Josh Cheetham Richard Shoebridge Paul Stanley Jack Whelbourne |
| Toutes épreuves     | Semen Elistratov (RUS)                                                                | Sándor Liu Shaolin (HUN)                                                    | Vincent Jeanne (FRA)                                                          |

### Femmes
| Épreuves            | Or                                                                                           | Argent                                                                                                  | Bronze                                                                                 |
| ------------------- | -------------------------------------------------------------------------------------------- | --- | -------------------------------------------------------------------------------------- |
| 500 mètres          | Elise Christie (GBR)                                                                         | Lara van Ruijven (NED)                                                                                  | Véronique Pierron (FRA)                                                                |
| 1 000 mètres        | Elise Christie (GBR)                                                                         | Suzanne Schulting (NED)                                                                                 | Anna Seidel (GER)                                                                      |
| 1 500 mètres        | Elise Christie (GBR)                                                                         | Jorien ter Mors (NED)                                                                                   | Suzanne Schulting (NED)                                                                |
| Relais 3 000 mètres | Pays-Bas Suzanne Schulting Jorien ter Mors Yara van Kerkhof Lara van Ruijven Rianne de Vries | Russie Ekaterina Konstantinova Emina Malagich Ekaterina Strelkova Evgeniya Zakharova Tatiana Borodulina | Italie Cecilia Maffei Lucia Peretti Arianna Valcepina Elena Viviani Federica Tombolato |
| Toutes épreuves     | Elise Christie (GBR)                                                                         | Charlotte Gilmartin (GBR)                                                                               | Suzanne Schulting (NED)                                                                |

## Tableau des médailles
| Rang | Nation          | Or | Argent | Bronze | Total |
| ---- | --------------- | -- | ------ | ------ | ----- |
| 1    | Grande-Bretagne | 4  | 1      | 1      | 6     |
| 2    | Pays-Bas        | 3  | 3      | 3      | 9     |
| 3    | Russie          | 3  | 2      | 2      | 7     |
| 4    | Hongrie         | 0  | 4      | 0      | 4     |
| 5    | France          | 0  | 0      | 2      | 2     |
| 6    | Allemagne       | 0  | 0      | 1      | 1     |
| 6    | Italie          | 0  | 0      | 1      | 1     |